# Fodboldfeber 1:8 - Der bliver scoret piger!
|  | Denne artikel er oprettet af botten Steenthbot ud fra en ekstern database. Den kan derfor have sproglige fejl eller mangler. Denne skabelon kan fjernes efter kontrol af indholdet. |

Fodboldfeber 1:8 - Der bliver scoret piger! er en norsk dokumentarfilm fra 2021 instrueret af Line Hatland.

## Handling
Brasilianske Fred har spillet fodbold med sin far, siden han kunne gå. Nu spiller han på et af de bedste hold i Brasilien og er klar til at møde nye modstandere til Norway Cup. Til sin store skuffelse får Fred ikke spillet meget fodbold. Heldigvis er der mange søde piger, man kan tale med i stedet.
’Fodboldfeber’ er en serie i 8 afsnit om verdens største fodboldcup for børn – Norway Cup.